# Babingtonia
Babingtonia là một chi thực vật có hoa trong họ sim Myrtaceae. Chi này gồm 11 loài, đều là những loài đặc hữu ở phía tây nam Tây Úc. Chúng có dạng cây bụi nhẵn với lá đơn giản, hình mũi mác hoặc hình elip, có hoa màu trắng mọc đơn lẻ hoặc thành nhóm từ ba đến bảy hoa ở nách lá.

## Phân loại
Chi Babingtonia được John Lindley mô tả chính thức lần đầu tiên vào năm 1842 trong Sổ đăng ký thực vật của Edwards. Lindley đã đề cử loài Babingtonia camphorosmae (trước đây được gọi là Baeckea camphorosmae Endl.) là loài điển hình. Danh pháp Babingtonia được đặt để vinh danh Charles Babington . 
Nhiều loài trước đây được xếp vào chi này hiện được đưa vào các chi Sannantha, Baeckea, Oxymyrrhine, Kardomia, Seorsus và Harmogia.

### Các loài
Dưới đây là danh sách các loài Babingtonia được Cục điều tra thực vật Úc chấp nhận tính đến tháng 9 năm 2023:
- Babingtonia camphorosmae (Endl.) Lindl. – camphor myrtle
- Babingtonia cherticola Rye & Trudgen
- Babingtonia delicata Rye & Trudgen
- Babingtonia erecta Rye & Trudgen
- Babingtonia fascifolia Rye
- Babingtonia grandiflora (Benth.) Rye – large-flowered babingtonia
- Babingtonia maleyae Rye & Trudgen – Narrogin babingtonia
- Babingtonia minutifolia Rye & Trudgen
- Babingtonia pelloeae Rye & Trudgen – Pelloe's babingtonia
- Babingtonia triandra Rye & Hislop – triplet babingtonia
- Babingtonia urbana Rye & Trudgen – coastal plain babingtonia